# Метеорология
Метеороло́гия (др.-греч. μετεωρο-λογία — «рассуждение о небесных явлениях», от др.-греч. μετ-έωρα — «небесные явления» (др.-греч. μετέωρος metéōros — атмосферные и небесные явления, «небесный») + др.-греч. λογία — наука) — научно-прикладная область знания о строении и свойствах земной атмосферы и совершающихся в ней физико-химических процессах. В процессе развития метеорологии из неё выделился ряд самостоятельных научных дисциплин: физика атмосферы, климатология, синоптическая метеорология и прочие.

## История науки
Слово «метеорология» (др.-греч. μετεωρο-λογία — «рассуждение о небесных явлениях») связано с трудами Платона, Аристотеля, Плутарха, где оно встречается. Например, у Аристотеля в трактате под названием «Метеорологика» (др.-греч. «Μετεωρολογικά») описаны небесные явления. Аристотель назвал свой труд, исходя из греческого выражения «та метеора» (др.-греч. τά μετέωρα) — «небесные явления». К ним он причислял дожди и кометы, град и метеоры, радуги и полярные сияния.
Метеорология как наука возникла после изобретения в XVII веке термометра Галилео Галилеем и барометра Отто фон Герике. В XVII веке также были изобретены гигрометр, дождемер, флюгер и анемометр. Герцог Тосканский Леопольдо Медичи поручил созданной им Академии дель Чименто во Флоренции организовать сбор информации о метеоусловиях на территории Европы и в 1654 году секретарь герцога иезуит Антинори организовал сбор такой информации с девяти метеостанций (в основном, в Италии, самая дальняя находилась в Варшаве). Эта сеть работала до 1667 года, когда Академия дель Чименто была закрыта.
Аббат монастыря Лангхейм Мориц Кнауэр с 1652 года по 1658 год записывал свои наблюдения за погодой. Однажды, перелистывая свои записи, Кнауэр обратил внимание на ежегодную повторяемость погоды. Затем врач Кристоф фон Хельвиг на основании записей Кнауэра составил и издал календарь погоды для периода с 1701 года по 1800 год.
В 1723 году секретарь Лондонского королевского общества Джеймс Джурин разработал инструкцию по наблюдению за погодой, в которой приводились форма стандартной таблицы замеров, перечень необходимых приборов и описание методик измерения температуры, давления воздуха, силы и направления ветра, которую он разослал более чем сотне ученых Европы. Вторая сеть метеостанций в Европе просуществовала до 1735 года.
В России сеть станций наблюдения за погодой появилась в период Великой Северной экспедиции. Инструкцию для наблюдателей написал Даниил Бернулли. За период с 1733 по 1744 год по всей Сибири было организовано 24 метеостанции.
В 1781 году Академией наук курфюрста Пфальцского в Мангейме было основано первое в мире метеорологическое общество. Оно снабжало наблюдателей в разных странах одинаковыми приборами, по его программе действовало 39 метеостанций, от Кембриджа в США до Урала. Им было предложено установить четыре момента проведения измерений в день — в 7, 11, 14 и 21 час.
В 1802 году, независимо друг от друга, Жан-Батист Ламарк и Люк Говард предложили свои системы классификации облаков. Однако терминология Ламарка не вошла в научный обиход, так как он создал её на французском языке. Говард же, ориентируясь на номенклатуру животного и растительного мира, разработанную Линнеем, использовал в своей классификации латинский язык. Именно Говард дал облакам их ныне общепринятые названия, выделив три основных типа: «cumulus» (кучевые), «stratus» (слоистые), «cirrus» (перистые). Комбинации основных типов позволяли охарактеризовать ещё четыре типа облаков: «cirro-cumulus», «cirro-stratus», «cumulostratus», «сumulo-cirro-stratus», или «nimbus».
В 1826 году немецкий учёный Георг Вильгельм Брандес предпринял первую попытку построения прогнозных карт погоды. Другой немецкий учёный, Генрих Вильгельм Дове, занимался температурными изменениями и, в частности, пришёл к выводу, что для более точного исследования годового хода температуры нужно избрать более короткие периоды, чем месяцы.
После конференции главных морских держав в Брюсселе в 1853 году, на которой обсуждались принципы метеорологических наблюдений на море, в Великобритании была создана должность метеоролога-статистика при Комитете по торговле, на которую был назначен Роберт Фицрой. Ему было дано несколько помощников. Так было положено начало первому в истории государственному метеорологическому ведомству — метеослужбе Великобритании.
Во время Крымской войны 14 ноября 1854 года буря разбила 60 британских и французских кораблей. После этого в конце ноября директор Парижской обсерватории Урбен Леверье обратился с просьбой к знакомым европейским учёным прислать ему сводки о состоянии погоды в период с 12 по 16 ноября. Когда сводки были получены и данные нанесли на карту, стало ясно, что ураган, потопивший корабли в Чёрном море, можно было предвидеть заранее. В феврале 1855 г. Леверье подготовил доклад Наполеону III о перспективах создания централизованной метеорологической сети наблюдений с передачей сведений по телеграфу. Уже 19 февраля Леверье составил первую карту погодной обстановки, сформированную по данным, полученным в реальном времени.
В Великобритании Фицрой вменил в обязанность всем капитанам английских судов наблюдение за погодой, отмечать значение температуры, силы и направления ветра, снимать показания барометров и заносить данные в специально разработанные таблицы. Для этого он добивался снабжения всех судов необходимым оборудованием. На побережье Великобритании, а также в некоторых европейских стран было создано 24 метеорологические станции. 19 находились в Великобритании, одна — в Копенгагене, одна в Нидерландах, две во Франции (Брест и Байен) и ещё одна в Лиссабоне. Станции были соединены с центром службы погоды недавно изобретённым телеграфом Морзе. Сведения о погоде, собранные с этих станций, анализировались в центре службы погоды и на основании этого анализа давались рекомендации. Рекомендации рассылались на станции с помощью телеграфа. Были выпущены первые синоптические карты, на основании которых и составлялся прогноз погоды. Газета «Таймс» начала публикацию первых прогнозов погоды.
В 1872 году  по инициативе  директора Центральной метеорологической станции в Вене Карла Елинека в Вене состоялся первый международный метеорологический конгресс. На нём были выработаны единые сроки измерений, единый телеграфный код передачи метеосведений.

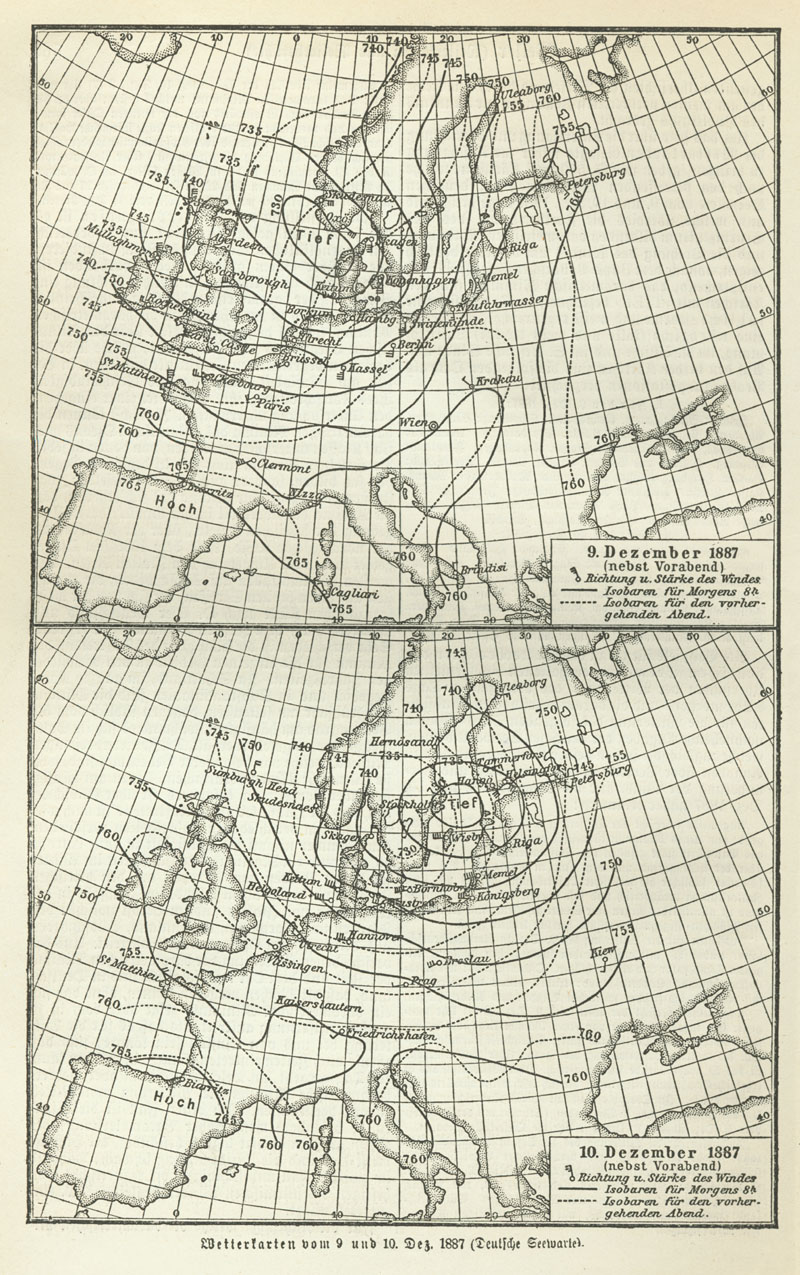
Синоптическая карта Европы 1887 г.

В 1908 году на третьем ярусе Эйфелевой башни была открыта первая в мире высотная метеорологическая лаборатория. Изначально данные высотных метрологических лабораторий использовались для авиационной метеорологии, но с развитием техники и технологий задачи поменялись и сейчас эти данные применяются для оценки техногенного воздействия на места компактного проживания людей.
В 1917 году норвежский метеоролог Вильгельм Бьеркнес предложил концепцию атмосферного фронта. Принципы фронтологического анализа были главной научной базой прогнозов погоды вплоть до конца 1940-х годов.
С 1930 года для изучения верхних слоев атмосферы начали применять радиозонды. Однако достаточно частую мировую сеть аэрологических станций, с которых они запускались, удалось создать лишь после Второй мировой войны. В результате в 1946—53 годы оправдываемость прогнозов погоды резко возросла.
Следующий резкий скачок роста оправдываемости прогнозов погоды приходится на 1961—67 годы, когда для составления прогнозов стали применяться ЭВМ, начали использоваться метеорологические спутники.

### История метеорологии в России и СССР
Регулярные наблюдения за погодой первым попытался установить царь Алексей Михайлович. По его повелению из Европы привезли астрономические инструменты и метеорологические приборы, в том числе изобретение Эванджелиста Торричелли, ученика Галилея — барометр. Однако назначенный царем вести записи о погоде Афанасий Матюшкин, сын дьяка, инструментами не пользовался и фиксировал в «Дневальных записках» в основном собственные наблюдения: когда начался дождь, когда закончился, когда замёрзла Москва-река, когда вскрылся лед.
- конец XVII в. (при Петре I) — начались постоянные наблюдения за погодой.
- 1715 г. — первый в России водомерный пост, по приказу Петра I на Неве у Петропавловской крепости.
- 10 апреля 1722 по указу Петра I в Санкт-Петербурге начались систематические наблюдения за погодой. Записи вёл вице-адмирал Корнелиус Крюйс. Первое время записи были довольно скупы на интересную информацию и выглядели примерно так: «Апрель, 22, воскресенье. Поутру ветер норд-вест; вода також стоит, как выше упомянуто. Пасмурно и студёно… в полдни ветр малый норд-вест и дождь после полудня. Тихо и красный день до самого вечера». Позднее наблюдения приняли более научный характер.
- В 1724 году была образована первая в России метеорологическая станция, а с декабря 1725 года при Академии наук стали проводиться наблюдения при помощи барометра и термометра.
- 1730-е годы — создана сеть из 20 метеостанций («Великая северная экспедиция»).
- 1 апреля 1849 года — в Петербурге учреждена «Главная физическая обсерватория» (ГФО). (Ныне «Главная геофизическая обсерватория» им. А. И. Воейкова (ГГО)).
  - 1868…1895 — директор Г. И. Вильд
  - 1896…? — директор М. А. Рыкачёв
  - 1913-1916 — директор Б. Б. Голицын
- 1870-е годы — массовое развитие сети пунктов гидрологических наблюдений на крупных реках и озёрах.
- 1 января 1872 г. — ГФО приступила к созданию ежедневных синоптических карт Европы и Сибири и к выпуску метеорологического бюллетеня (дату принято считать днём рождения службы погоды в России).
- 1892 г. — начал выходить «Метеорологический ежемесячник».
- 21 июня 1921 г. — В. И. Ленин подписал декрет «Об организации метеорологической службы в РСФСР».
- август 1929 г. — постановление СНК СССР об организации единой Гидрометеорологической службы.
  - создатель и руководитель — А. Ф. Вангенгейм, председатель Гидрометеорологического комитета при СНК СССР. (В 1934 году приговорён к 10 годам ИТЛ)[8]
- 1 января 1930 г. — начало работу «Центральное бюро погоды».
- 30 января 1930 г. — П. А. Молчанов запустил первый в мире метеорологический радиозонд.
- 1940 г. — И. А. Кибель нашел первый в мире эффективный практический способ решения системы уравнений погоды.
- 1961 г. — И. А. Кибель организовал Объединенный Вычислительный Центр Академии Наук СССР и Гидрометслужбы.
- 1966 г. — запущен первый метеорологический спутник «Космос-122».

С 1970-х годов в СССР для передачи метеорологических данных стал использоваться фототелеграф, транслирующий построчно изображения метеокарт как по радио, так и по обычным каналам телефонной и телеграфной связи. В дальнейшем с развитием компьютерных сетей стали использоваться широко использоваться таблично-ориентированные способы организации баз данных. Современные метеорологи занимаются, в частности, моделированием прогноза погоды, климата, исследованием атмосферы (с помощью радаров, спутников и др.).

## Разделы метеорологии
- Физическая метеорология (разработка радиолокационных и космических методов исследования атмосферных явлений)
- Динамическая метеорология (изучение физических механизмов атмосферных процессов)
- Синоптическая метеорология (наука о закономерностях изменения погоды).
- Климатология
- Аэрология (наука, изучающая верхние слои атмосферы до нескольких десятков километров от поверхности Земли)

Кроме того, есть такие прикладные разделы, как:
- Авиационная метеорология
- Агрометеорология
- Биометеорология (наука, изучающая влияние атмосферных процессов на человека и другие живые организмы)
- Военная метеорология[10]
- Метеорология в парусном спорте
- Ядерная метеорология (наука, изучающая естественную и искусственную радиоактивность, распространение в атмосфере радиоактивных примесей, влияние ядерных взрывов)
- Радиометеорология (наука, изучающая распространение радиоволн в атмосфере)
- Спутниковая метеорология

Также выделяют более мелкие разделы, как лесную (связанную с пожарами), транспортную, строительную и другие.

## Внепланетная метеорология

Экспедиции, работавшие (надписи синим цветом) и продолжающие работать (надписи красным цветом) на Марсе по состоянию на 2022 год

Программы НАСА, обеспечившие, начиная с 1970-х годов, размещение на Марсе посадочных модулей, а затем и марсоходов, заложили основы метеорологии Марса, как отдельной отрасли знания. Каждая новая экспедиция на Марс (кроме Mars Exploration Rover) имела в комплекте научного оборудования метеостанции для наблюдения за базовыми параметрами приземного слоя атмосферы: сила ветра, температура, давление. В 2021 году к списку добавился китайский марсоход Чжужун.
| №№ | Название     | Координаты                                                          | От         | До         | Солов | Прибор  | Зона по широте |
| -- | ------------ | ------------------------------------------------------------------- | ---------- | ---------- | ----- | ------- | -------------- |
| 6  | Феникс       | 68°13′08″ с. ш. 125°44′57″ з. д. / 68,2188° с. ш. 125,7492° з. д.   | 25.05.2008 | 28.10.2008 | 152   | MET     | субарктическая |
| 1  | Викинг-2     | 47°38′ с. ш. 225°43′ з. д. / 47,64° с. ш. 225,71° з. д.             | 04.09.1976 | 12.04.1980 | 1281  | (NASA)  | умеренная      |
| 10 | Чжужун       | 25°06′ с. ш. 109°54′ в. д. / 25,1° с. ш. 109,9° в. д.               | 22.05.2021 |            | 1489  | MCS     | умеренная      |
| 2  | Викинг-1     | 22°16′ с. ш. 312°03′ в. д. / 22,27° с. ш. 312,05° в. д.             | 20.07.1976 | 11.11.1982 | 2243  | (NASA)  | умеренная      |
| 3  | Pathfinder   | 19°07′48″ с. ш. 33°13′12″ з. д. / 19,13000° с. ш. 33,22000° з. д.   | 04.07.1997 | 27.09.1997 | 83    | ASI/MET | субтропическая |
| 9  | Персеверанс  | 18°26′41″ с. ш. 77°27′03″ в. д. / 18,4447° с. ш. 77,4508° в. д.     | 18.02.2021 |            | 1586  | MEDA    | субтропическая |
| 8  | InSight      | 4°30′09″ с. ш. 135°37′24″ в. д. / 4,5024° с. ш. 135,6234° в. д.     | 26.11.2018 |            | 2373  | TWINS   | экваториальная |
| 5  | Оппортьюнити | 1°56′46″ ю. ш. 354°28′24″ в. д. / 1,9462° ю. ш. 354,4734° в. д.     | 25.01.2004 | 10.06.2018 | 5110  | нет     | экваториальная |
| 7  | Кьюриосити   | 4°35′22″ ю. ш. 137°26′30″ в. д. / 4,5895° ю. ш. 137,4417° в. д.     | 06.08.2012 |            | 4614  | REMS    | экваториальная |
| 4  | Спирит       | 14°34′06″ ю. ш. 175°28′21″ в. д. / 14,5684° ю. ш. 175,472636° в. д. | 04.01.2004 | 01.05.2009 | 1892  | нет     | субтропическая |

## Предметы исследования
- физические, химические процессы в атмосфере
- состав атмосферы
- строение атмосферы
- тепловой режим атмосферы
- влагообмен в атмосфере
- общая циркуляция атмосферы
- электрические поля
- оптические и акустические явления
- циклоны
- антициклоны
- ветра
- фронты
- климат
- погода
- облака
- метеоры

## Технические средства
- Метеостанция
- Метеозонд
- Метеорологическая ракета
- Дистанционное зондирование Земли